# Prowincja Phú Thọ
Phú Thọ wymowaⓘ – prowincja Wietnamu, znajdująca się w północnej części kraju, w regionie Regionie Północno-Wschodnim.

## Podział administracyjny
W skład prowincji Phú Thọ wchodzi jedenaście dystryktów oraz dwa miasta.
- Miasta:

1. Phú Thọ
2. Việt Trì

- Dystrykty:

1. Cẩm Khê
2. Đoan Hùng
3. Hạ Hòa
4. Lâm Thao
5. Phù Ninh
6. Tam Nông
7. Tân Sơn
8. Thanh Ba
9. Thanh Sơn
10. Thanh Thủy
11. Yên Lập